# TUBE
TUBE (チューブ, chūbu) é uma banda japonesa de J-pop formada em 1985. Por conta de o grupo costumar lançar seus singles de abril a julho, criou-se o slogan "O verão vem com o Tube".
Várias de suas músicas atingiram o Top 10 da Billboard Japan, com "A Day in the Summer" atingindo a posição N.4, a melhor até hoje da banda.

## Membros
- Nobuteru Maeda (前田亘輝) - Vocais, letra, composição, líder
- Michiya Haruhata (春畑道哉) - Guitarras, Teclado, vocais de apoio
- Hideyuki Kakuno (角野秀行) - Baixo elétrico, vocais de apoio
- Ryoji Matsumoto (松本玲二) - Baterias, Percussão, vocais de apoio